# Интернет-статистика
Интернет-статистика — сервисы, позволяющие собирать и анализировать различную информацию о посетителях Веба. Информация выбирается из данных, предоставляемых сетевыми протоколами. Для получения переменных протокола из запроса пользователя требуется, чтобы вместе со страницей сайта выполнился серверный скрипт системы интернет-статистики. Самым простым и полезным способом сделать это является размещение на странице картинки-счётчика посещений.

## Статистика посещений сайта
Статистика посещений сайта считается основным показателем «раскрученности» ресурса. Выделяют две категории подсчёта: по уникальным посещениям отдельных страниц («хитам» — счётчик увеличивается на единицу с каждым посещением новой страницы) и по посетителям (счётчик увеличивается за заход на сайт человека, который ещё там не был). Иногда выделяют дополнительные категории, такие как уникальные IP-адреса («хосты») или сессии.
Счётчики посещений могут быть как встроены в программное обеспечение сервера (собирающие данные в онлайн режиме или с помощью последующего анализа логов доступа к сайту), либо организованы в виде отдельного сервиса, который помогает посчитать посетителей сайта за счёт расположения на каждой его странице специального кода счётчика. Последний, обычно, выглядит для посетителя сайта как картинка с логотипом сервиса, которая иногда отображает и текущую статистику сайта.

## Статистика поисковых запросов
Статистика запросов — информация об обращениях пользователей к поисковой системе по «ключевым словам». В большинстве случаев при работе с сервисом статистики имеется возможность отсеивать результаты по географии или даже по отдельно взятому языку, а иногда и по месяцам. При этом сервис обычно показывает не только данные об искомом запросе, но также и о словосочетаниях, синонимах и близких темах («ищут также»).